# Федорчук Анатолій Соловйович
Анатолій Соловйович Федорчук (нар. 26 листопада 1959, с. Малий Скнит — 28 жовтня 2020, м. Бориспіль) — був міським головою Борисполя. Колишній член Партії регіонів.

## Життєпис
Народився у селі Малий Скнит Шепетівського району Хмельницької області.

### Освіта та ранні роки
1985 року закінчив Київський педагогічний інститут за спеціальністю «Історія, суспільствознавство і методика виховної роботи» та отримав кваліфікацію вчителя історії, суспільствознавства та методиста з виховної роботи. З 1985 року жив у Борисполі, де працював вчителем історії, але згодом почав кар'єру в правоохоронних органах.
- 1978—1980 — проходив військову службу в ЗС СРСР
- 1985—1987 — вчитель історії у Бориспільській СШ № 7
- 1987—2002 — служив у правоохоронних органах
- 2002—2006 — начальник відділу безпеки та заступник директора з персоналу ЗАТ «ПентоПак» (виробник ковбасних оболонок)

2008 року купив квартиру в елітному житловому комплексі в Гаспрі в Криму, 2011 року переписав квартиру на доньку.

### Політика
Був тричі мером Борисполя, при цьому перші рази балотувався як самовисуванець
З квітня 2006 року до смерті у жовтні 2020 року був міським головою Борисполя. 31 жовтня 2010 року переобраний керівником Бориспільської міськради VI скл як самовисуванець. Вийшов з Партії регіонів під час Революції гідності 2014 року.
2015 року втретє став мером Борисполя, цього разу від партії «Наш край».
Брав участь у місцевих виборах, що пройшли 25 жовтня 2020 року, де отримав перемогу. Помер 28 жовтня 2020 року в переяславській лікарні після зараження коронавірусом.

## Сім'я
- Дружина Федорчук Наталія Іванівна[7]
- Донька Олена Федорчук[8]
- Донька Тетяна Федорчук